# Cebulówka (wieś)
Cebulówka (rum. Țîbuleuca, ros. Цыбулёвка) – wieś o spornej przynależności państwowej (de iure Mołdawia, de facto Naddniestrze), w rejonie dubosarskim, nad Dniestrem, na historycznym Podolu.
W czasach I Rzeczypospolitej wieś leżała w województwie bracławskim w prowincji małopolskiej Korony Królestwa Polskiego. W 1789 była prywatną wsią, należącą do Lubomirskich. Odpadła od Polski w wyniku II rozbioru.